# Derby County Football Club 1978-1979
Questa voce raccoglie le informazioni riguardanti il Derby County Football Club nelle competizioni ufficiali della stagione 1978-1979.

## Stagione
Nel corso della stagione l'allenatore Tommy Docherty proseguì con il rinnovamento della rosa, effettuando numerose operazioni in entrata e in uscita che tuttavia non sortirono miglioramenti nel rendimento della squadra e resero il tecnico impopolare fra il pubblico.
Già eliminati nelle prime fasi delle coppe nazionali, nella First Division i Rams non andarono oltre il dodicesimo posto, vincendo solo due incontri nella seconda parte del torneo e concludendo a sei punti dalla zona retrocessione, occupando il diciannovesimo posto (ultimo valido per la salvezza). Al termine della stagione, con la società coinvolta in un'inchiesta di corruzione da cui uscì successivamente pulita, Docherty lasciò l'incarico di allenatore.

## Maglie e sponsor
Lo sponsor tecnico per la stagione 1978-1979 è Umbro.
Durante il precampionato venne raggiunto un accordo con la Saab per la sponsorizzazione sulle maglie, ma su pressioni delle reti televisive la confederazione e la lega ne vietarono l'esposizione nel corso del campionato.
| Casa | Trasferta | Terza |  |

## Rosa
| N. |                        | Ruolo | Calciatore               |
| -- | ---------------------- | ----- | ------------------------ |
|    | Scozia (bandiera)      | P     | David McKellar           |
|    | Inghilterra (bandiera) | P     | John Middleton           |
|    | Inghilterra (bandiera) | D     | Steve Buckley            |
|    | Inghilterra (bandiera) | D     | Bob Corish               |
|    | Inghilterra (bandiera) | D     | Peter Daniel             |
|    | Irlanda (bandiera)     | D     | David Langan             |
|    | Inghilterra (bandiera) | D     | Aidan McCaffery          |
|    | Inghilterra (bandiera) | D     | Roy McFarland (capitano) |
|    | Inghilterra (bandiera) | D     | David Nish               |
|    | Inghilterra (bandiera) | D     | Colin Todd               |
|    | Inghilterra (bandiera) | D     | David James Webb         |
|    | Inghilterra (bandiera) | D     | Steve Wicks              |
|    | Galles (bandiera)      | C     | Jonathan Clark           |
|    | Irlanda (bandiera)     | C     | Gerry Daly               |
|    | Inghilterra (bandiera) | C     | Paul Emson               |

| N. |                             | Ruolo | Calciatore      |
| -- | --------------------------- | ----- | --------------- |
|    | Inghilterra (bandiera)      | C     | Gordon Hill     |
|    | Irlanda del Nord (bandiera) | C     | Vic Moreland    |
|    | Inghilterra (bandiera)      | C     | Steve Powell    |
|    | Scozia (bandiera)           | C     | Bruce Rioch     |
|    | Inghilterra (bandiera)      | A     | Steve Spooner   |
|    | Inghilterra (bandiera)      | A     | Paul Bartlett   |
|    | Inghilterra (bandiera)      | A     | Steve Carter    |
|    | Irlanda del Nord (bandiera) | A     | Billy Caskey    |
|    | Inghilterra (bandiera)      | A     | Colin Chesters  |
|    | Scozia (bandiera)           | A     | John Clayton    |
|    | Inghilterra (bandiera)      | A     | Andrew Crawford |
|    | Scozia (bandiera)           | A     | John Duncan     |
|    | Inghilterra (bandiera)      | A     | Charlie George  |
|    | Inghilterra (bandiera)      | A     | Roy Greenwood   |
|    | Irlanda (bandiera)          | A     | Gerry Ryan      |

## Calciomercato

### Sessione estiva
| Acquisti | Acquisti        | Acquisti        | Acquisti               |
| R.       | Nome            | da              | Modalità               |
| -------- | --------------- | --------------- | ---------------------- |
| D        | Aidan McCaffery | Newcastle Utd   | definitivo (60 000 £)  |
| C        | Jonathan Clark  | Manchester Utd  | definitivo             |
| C        | Gerry Daly      | N.E. Tea Men    | definitivo             |
| C        | Paul Emson      | Brigg Town      | definitivo             |
| A        | Steve Carter    | Notts County    | definitivo             |
| A        | John Duncan     | Tottenham       | definitivo (150 000 £) |
| A        | Charlie George  | Minnesota Kicks | fine prestito          |
| A        | Roy Greenwood   | Sunderland      | definitivo             |

| Cessioni | Cessioni     | Cessioni     | Cessioni              |
| R.       | Nome         | da           | Modalità              |
| -------- | ------------ | ------------ | --------------------- |
| C        | David Hunt   | Notts County | definitivo            |
| C        | Don Masson   | Notts County | definitivo            |
| A        | Terry Curran | Southampton  | definitivo (60 000 £) |

### Operazioni esterne alle sessioni
| Acquisti | Acquisti         | Acquisti       | Acquisti               |
| R.       | Nome             | da             | Modalità               |
| -------- | ---------------- | -------------- | ---------------------- |
| D        | David James Webb | Leicester City | definitivo             |
| D        | Steve Wicks      | Chelsea        | definitivo (275 000 £) |
| C        | Vic Moreland     | Glentoran      | definitivo             |
| A        | Billy Caskey     | Glentoran      | definitivo             |

| Cessioni | Cessioni       | Cessioni                | Cessioni               |
| R.       | Nome           | a                       | Modalità               |
| -------- | -------------- | ----------------------- | ---------------------- |
| D        | Bob Corish     | Ft. Lauderdale Strikers | definitivo             |
| D        | Peter Daniel   | Vancouver Whitecaps     | definitivo             |
| D        | David Nish     | Tulsa Roughnecks        | definitivo             |
| D        | Colin Todd     | Everton                 | definitivo (330 000 £) |
| C        | Bruce Rioch    | Birmingham City         | prestito               |
| A        | Gerry Ryan     | Brighton                | definitivo (10 000 £)  |
| A        | Charlie George | Southampton             | definitivo (400 000 £) |

## Statistiche

### Andamento in campionato
Luogo, risultato e posizione seguono l'ordine ufficiale delle giornate.
| Giornata  | 1  | 2  | 3  | 4  | 5  | 6  | 7  | 8  | 9  | 10 | 11 | 12 | 13 | 14 | 15 | 16 | 17 | 18 | 19 | 20 | 21 | 22 | 23 | 24 | 25 | 26 | 27 | 28 | 29 | 30 | 31 | 32 | 33 | 34 | 35 | 36 | 37 | 38 | 39 | 40 | 41 | 42 |
| --------- | -- | -- | -- | -- | -- | -- | -- | -- | -- | -- | -- | -- | -- | -- | -- | -- | -- | -- | -- | -- | -- | -- | -- | -- | -- | -- | -- | -- | -- | -- | -- | -- | -- | -- | -- | -- | -- | -- | -- | -- | -- | -- |
| Luogo     | C  | T  | T  | C  | T  | C  | C  | T  | C  | T  | C  | T  | C  | T  | C  | T  | C  | T  | C  | T  | C  | T  | T  | C  | C  | T  | T  | C  | T  | C  | T  | C  | T  | C  | T  | C  | T  | C  | T  | C  | T  | C  |
| Risultato | N  | P  | N  | P  | P  | V  | V  | P  | V  | P  | N  | P  | V  | V  | V  | P  | V  | P  | P  | P  | N  | P  | P  | P  | V  | P  | V  | N  | N  | P  | P  | P  | P  | N  | N  | P  | N  | P  | P  | V  | N  | P  |
| Posizione | 11 | 16 | 16 | 18 | 19 | 16 | 13 | 17 | 16 | 18 | 16 | 19 | 16 | 13 | 13 | 14 | 12 | 13 | 15 | 16 | 15 | 15 | 17 | 18 | 16 | 18 | 16 | 16 | 15 | 16 | 17 | 17 | 19 | 19 | 19 | 19 | 19 | 19 | 19 | 19 | 19 | 19 |

Fonte:  Premier League 1978/1979 » Schedule, su worldfootball.net.
Legenda:

Luogo: C = Casa; T = Trasferta. Risultato: V = Vittoria; N = Pareggio; P = Sconfitta.